# Sylvia Sass
Sylvia Sass (12 de julio de 1951) es una soprano húngara asociada con el repertorio italiano, nacida y educada en Budapest.
Debutó en 1971 como Frasquita en Carmen y en Sofía en La traviata. En 1975, cantó Desdemona en Otello, debutando en 1976 en el Royal Opera House Covent Garden de Londres, como Giselda en I Lombardi y Violetta.
En 1977 se presentó en el Metropolitan Opera de Nueva York con Tosca. También actuó en Viena, Múnich, Colonia, Fráncfort, Berlín, Hamburgo, París, Aix-en-Provence, Teatro al la Scala,  Teatro Municipal de Santiago de Chile y otros.
Su repertorio incluyó Donna Anna en Don Giovanni, Fiordiligi en Cosí fan tutte, Mimi en La bohème, Judith en Bluebeard's Castle, Lady Macbeth, Salome, Medea, Manon Lescaut, Norma y otras.
En su momento fue llamada "la segunda Maria Callas". Después de terminar su carrera en los grandes teatros se dedicó a la enseñanza y a ofrecer recitales de Lieder. Su trabajo en estos ámbitos continúa hasta hoy. Habitualmente figura como jurado de concursos internacionales de canto (Moscú, Sao Paulo, Viña del Mar, entre otros) También es una destacada pintora y ha escrito libros acerca de su vida artística, acerca de la música y también poesía. 
En 2011, fue homenajeada en Nantes, Francia, de una manera excepcional: el célebre Jardin des Plants de la ciudad, donde hay cerca de 600 especies de camelias, creó para ella un tipo de la variedad "Dame aux Camélias", de flores blancas imbricadas, conocida como Alba Plena. La nueva especie lleva desde entonces el nombre de "Sylvia Sass", con lo cual la artista se convirtió en la segunda soprano de la historia en dar su nombre a un tipo de camelia. La anterior fue la legendaria Adelina Patti (1843-1919).
El 27 de febrero de 2016, en Palermo, la soprano húngara recibió el premio "Una vita per la lirica", que otorga la Associazione Amici dell'Opera Lírica Ester Mazzoleni. El presidente de la entidad, profesor Salvatore Aiello, señaló que la artista es una "intérprete que se ha impuesto como "un soprano drammatico d'agilità" por sensibilidad, gusto e importantes medios vocales en la vía de la gran tradición, desde Monteverdi hasta los grandes compositores del siglo XX. El cuidado inteligente de los personajes, la preciosa musicalidad, el fraseo y el acento vívido, como también el profundo sentido de los estilos la vincula con la gran Mazzoleni, especialmente por sus interpretaciones de Norma, Medea y los roles verdianos".
En 2017 recibió el Premio Kossuth, el más importante otorgado en su patria  

## Discografía de referencia
- Bartok: Bluebeard's Castle / George Solti
- Bartók: Bluebeard's Castle / Solti - DVD
- Cherubini: Medea / Gardelli
- Erkel: Hunyadi László / Kovács
- Puccini: Il Trittico / Gavazzeni
- Respighi: Belfagor / Gardelli
- Mozart: Don Giovanni / Solti
- Verdi: Ernani / Gardelli
- Verdi: Macbeth / Gardelli